# Доплеровская спектроскопия

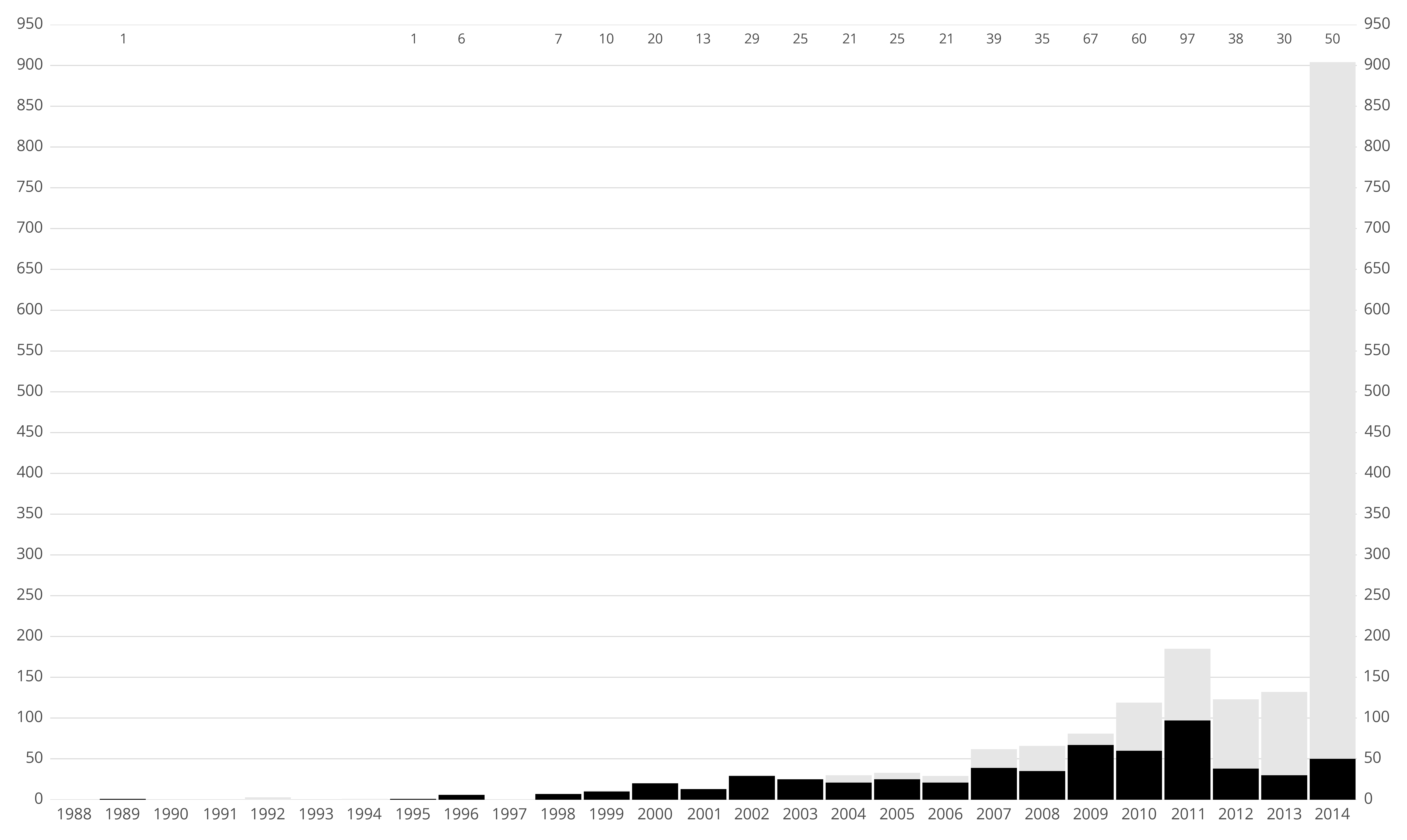
Экзопланеты, открытые методом Доплера, по годам в сравнении с другими методами

Доплеровская спектроскопия — метод обнаружения экзопланет, известен также как спектрометрическое измерение лучевой (радиальной) скорости звёзд. Был предложен в 1952 году американским астрономом русского происхождения Отто Струве. Первая экзопланета была обнаружена в 1992 году (Александр Вольщан, Д. Фрейл). В дальнейшем с помощью методики Струве было открыто множество экзопланет.
Метод позволяет обнаружить планеты с массой не меньше нескольких масс Земли, расположенные в непосредственной близости от звезды, и планеты-гиганты с периодами обращения примерно до 10 лет. Звезда и планета обращаются вокруг центра массы системы, что дает наблюдаемое доплеровское смещение спектра звезды, которое бы не определялось в случае отсутствия дополнительной массы (планеты).. 

Иллюстрация движения звезды под влиянием планеты

Этот метод позволяет определить амплитуду колебаний радиальной скорости для пары «звезда — одиночная планета», массу звезды, период обращения, эксцентриситет и нижнюю границу значения массы экзопланеты {\displaystyle M_{j}\sin \alpha }. Угол {\displaystyle \alpha } между нормалью к орбитальной плоскости планеты и направлением на Землю современные методы измерить не позволяют.
На 4 сентября 2012 года данным методом открыто 488 планет в 379 планетных системах.

## Проекты
HARPS — высокоточный эшелле-спектрограф, установленный в 2002 году на 3,6-метровом телескопе в обсерватории Ла-Силья в Чили. Точность лучевых скоростей при измерении HARPS достигает 0,97 м/с (3,5 км/ч).